# Franz Niklaus König
Franz Niklaus König (Berna, 6 de abril de 1765-ibid., 27 de marzo de 1832) fue un pintor suizo de arte de género y retratos .Después de estudiar con Tiberius y Marquard Wocher, Sigmund Freudenberger y Balthasar Anton Dunker, se hizo un nombre a través de cuadros de vestimenta, escenas de género rural y paisajes. 
Encontró el éxito con sus Diafanías, que se exhibieron en Suiza, Alemania y Francia, siendo vistas por Johann Heinrich Meyer y Goethe. En 1797 se mudó con su familia al Oberland bernés y en 1798 asumió el cargo de capitán de artillería en la batalla contra la invasión francesa de Suiza. Participó en las celebraciones Unspunnenfest de 1805 y 1808.

## Biografía
Hijo del matrimonio entre Emanuel König y Maria Jaberg. Juno a su padre trabajó desde muy joven, como pintor y decorador de edificios, luego comenzó un aprendizaje artístico en Berna con Tiberius Dominikus y Marquard Wocher, y alrededor de 1782 se convirtió en alumno de Sigmund Freudenberger. También se formó en técnicas de grabado y reproducción con Balthasar Anton Dunker, pero continuó paralelamente la actividad de su padre creando un negocio de pintura de casas en 1786, año de su matrimonio con María Magdalena Wyss; ella le dio 19 hijos, de los cuales solo 4 o 5 habrían llegado a la edad adulta.
En 1797 se trasladó con su familia al Oberland bernés, primero a Interlaken. Su actividad se vio obstaculizada temporalmente por la invasión militar francesa de 1798, durante la cual se desempeñó como capitán de artillería. Luego, en los años 1803-1809, residió en Unterseen donde se especializó en aguatintas representando escenas rurales, montañeses con trajes tradicionales, paisajes. Reproducidos en numerosas copias, estos grabados, que expresan una sensibilidad ya bastante romántica, hicieron la popularidad de su autor.
Fue durante el período en que vivió en el Oberland que fue, junto con otras tres personalidades bernesas, uno de los promotores del Festival Unspunnen, celebrado por primera vez en 1805.

## Literatura
- «Franz Niklaus König». Diccionario histórico de Suiza (en alemán, francés o italiano).
- Bibliografía relacionada con Franz Niklaus König en el catálogo de la Biblioteca Nacional de Alemania.
- Bloesch. (1882), «König, Franz Niklaus», Allgemeine Deutsche Biographie (ADB) (en alemán) 16, Leipzig: Duncker & Humblot, pp. 505-506.
- Marcus Bourquin: Franz Niklaus König. Leben und Werk (1765-1832). [Dissertation Universität Bern], Bern: Paul Haupt, 1963 (Berner Heimatbücher 94/95).
- Thomas Klöti: Transparente Sternbilder des Berner Kleinmeisters Franz Niklaus König. Weinfelden, 2005 (Texto completo)
- Willibald Künzli: Franz Niklaus König. In: Die Berner Woche in Wort und Bild, Bd. 27, 1937, S. 791–793. (periódico)